# Goodyerinae
Cranichidinae – podplemię roślin z rodziny storczykowatych (Orchidaceae). Obejmuje 37 rodzajów i około 820 gatunków występujących w Ameryce Północnej, Ameryce Południowej, Europie, Azjii, Afryce, Australii i Oceanii.

## Systematyka
Podplemię sklasyfikowane do plemienia Cranichideae z podrodziny storczykowych (Orchidoideae) w rodzinie storczykowatych (Orchidaceae), rząd szparagowce (Asparagales) w obrębie roślin jednoliściennych.
Wykaz rodzajów
- Aenhenrya Gopalan
- Anoectochilus Blume
- Aspidogyne Garay
- Bidoupia Aver., Ormerod & Duy
- Chamaegastrodia Makino & F.Maek.
- Cheirostylis Blume
- Cystorchis Blume
- Danhatchia Garay & Christenson
- Dossinia C.Morren
- Erythrodes Blume
- Eurycentrum Schltr.
- Gonatostylis Schltr.
- Goodyera R. Br.
- Halleorchis Szlach. & Olszewski
- Herpysma Lindl.
- Hetaeria Blume
- Hylophila Lindl.
- Kreodanthus Garay
- Kuhlhasseltia J.J.Sm.
- Lepidogyne Blume
- Ligeophila Lindl.
- Ludisia A.Rich.
- Macodes Lindl.
- Microchilus C.Presl
- Myrmechis Schltr.
- Odontochilus Blume
- Orchipedum Breda
- Pachyplectron Schltr.
- Papuaea Schltr.
- Platylepis A.Rich.
- Platythelys Blume
- Rhomboda Lindl.
- Schuitemania Ormerod
- Stephanothelys Garay
- Vrydagzynea Blume
- Zeuxine Lindl.
- Zeuxinella Aver.